# (8673) 1991 RN5
A (8673) 1991 RN5 a Naprendszer kisbolygóövében található aszteroida. Henry Holt fedezte fel 1991. szeptember 13-án.